# Le Couvent des damnées
Le Couvent des damnées (Hengoku no Schwester, 辺獄のシュヴェスタ) est un manga écrit et illustré par Takeyoshi Minoru. Pré-publié au Japon par Shôgakukan dans le magazine Gekkan! Spirits, il compte six tomes sortis entre 2015 et 2017. La version française est éditée par Glénat de janvier 2017 à juin 2018. L'adaptation est réalisée par le traducteur  Yohan Leclerc.

## Synopsis
Nous sommes en pleine inquisition, au XVIe siècle dans le Saint-Empire romain germanique. Les femmes guérisseuses sont particulièrement traquées afin d'être jugées et condamnées pour sorcellerie. C'est ainsi que la mère adoptive d'Ella, va finir ses jours. La jeune fille est alors envoyée dans le couvent du Partage des Eaux, un établissement se chargeant de la rééducation des filles de sorcières. Or, le couvent est dirigé par Madame Eldegard, la personne qui a fait condamner la mère d'Ella. Celle-ci est bien déterminée à se venger un jour, mais le pourra-t-elle seulement dans ce lieu où s'applique une discipline aussi stricte, voire cruelle ?